# ケルビン
ケルビン（英語: kelvin, 記号: K）は、熱力学温度（絶対温度）の単位である。国際単位系 (SI) における7個のSI基本単位の一つである。
ケルビンの名は、イギリスの物理学者で、絶対温度目盛りの必要性を説いたケルビン卿ウィリアム・トムソンにちなんで付けられた。なお、ケルビン卿の通称は彼が研究生活を送ったグラスゴーにあるケルビン川から取られている。

## 定義
2019年5月以降の「ケルビン」は、以下のように定義されている。
h はプランク定数、c は真空中の光の速さ、∆νCs は 133Cs （セシウム）の超微細構造遷移周波数である。
ケルビンが熱力学温度の単位であることから、絶対零度は0ケルビンである。また、セルシウス度はケルビンで表したときの数値から273.15を減じたものとして定義される。
日本の法令上は、計量法第3条の規定に基づく計量単位令における定義の表現は次のようになっている。
セルシウス度の歴史的な定義は、標準大気圧の下での水の氷点と沸点をそれぞれ0 °C および  100 °Cとするものであった。これらの温度は、現在の定義では、それぞれ0.002519 °C（273.152519 K）、99.9743 °C（373.1243 K）となっている。

## 換算
|                                                                                          | ケルビンから              | ケルビンへ                  |
| ---------------------------------------------------------------------------------------- | ------------------------- | --------------------------- |
| セルシウス度                                                                             | [°C] = [K] − 273.15       | [K] = [°C] + 273.15         |
| ファーレンハイト度                                                                       | [°F] = [K] × 9⁄5 − 459.67 | [K] = ([°F] + 459.67) × 5⁄9 |
| ランキン度                                                                               | [°R] = [K] × 9⁄5          | [K] = [°R] × 5⁄9            |
| 温度の間隔は以下のようになっている。 1 K = 1 °C = 9⁄5 °F = 9⁄5 °R 他の温度の単位への換算 |                           |                             |

セルシウス温度 t とそれに等しいケルビン T の関係
{\displaystyle t/{}^{\circ }{\text{C}}=T/{\text{K}}-273.15}
{\displaystyle T/{\text{K}}=t/{}^{\circ }{\text{C}}+273.15}
なお、量記号を単位記号で割ったものは、その量をその単位で計ったときの数値を表す。
カ氏温度 θ とそれに等しいケルビン T の関係
{\displaystyle \theta /{}^{\circ }{\text{F}}={\frac {9}{5}}T/{\text{K}}-459.67}
{\displaystyle T/{\text{K}}={\frac {5}{9}}(\theta /{}^{\circ }{\text{F}}+459.67)}
熱力学温度のエネルギーによる表現
プラズマ物理学の分野では温度を慣例的にエネルギーの単位である電子ボルト（記号: eV）で示すことがある。
その温度における分子の平均運動エネルギーに相当し、ボルツマン定数 k=8.617×10−5 eV/K により換算される。
1 eV/k = 11604 K
1 K = 8.617×10−5 eV/k

## 使用上の注意
ケルビンは国際単位系の単位であり、単位記号は大文字の K が正しい（人名に由来する単位には大文字が用いられる。）。かつては「°K」と書かれていたが現在では誤りである。
英語など複数形と単数形を区別する言語では、ボルト・オームなど他のSI単位と同様、数値が1以外のときには複数形で表記される（例：「水の三重点は正確に273.16ケルビンである」は "the triple point of water is exactly 273.16 kelvins" となる）。「ケルビン温度目盛り ("Kelvin scale")」という用語における"Kelvin"は形容詞として機能し、この場合は頭文字を大文字で書く。
他の大部分のSI単位の記号（例外は角度の単位（例:45°3′4″））と同様、数値と単位記号の間には、"99.987 K" のように空白を入れる。
1967年の第13回CGPMまで、ケルビンは他の温度の単位と同様、「度」(degree)と呼ばれていた。他の温度の単位との区別のために「ケルビン度」("degree Kelvin") や「絶対度」("degree absolute") と呼び、記号を「°K」としていた。1948年から1954年までは「絶対度」が正式な単位名称であったが、ランキン度のことも絶対度と呼ぶことがあり、曖昧さがあった。第13回CGPMで単位名称が「ケルビン」（記号:K）に改められた。

## セルシウス温度との関係

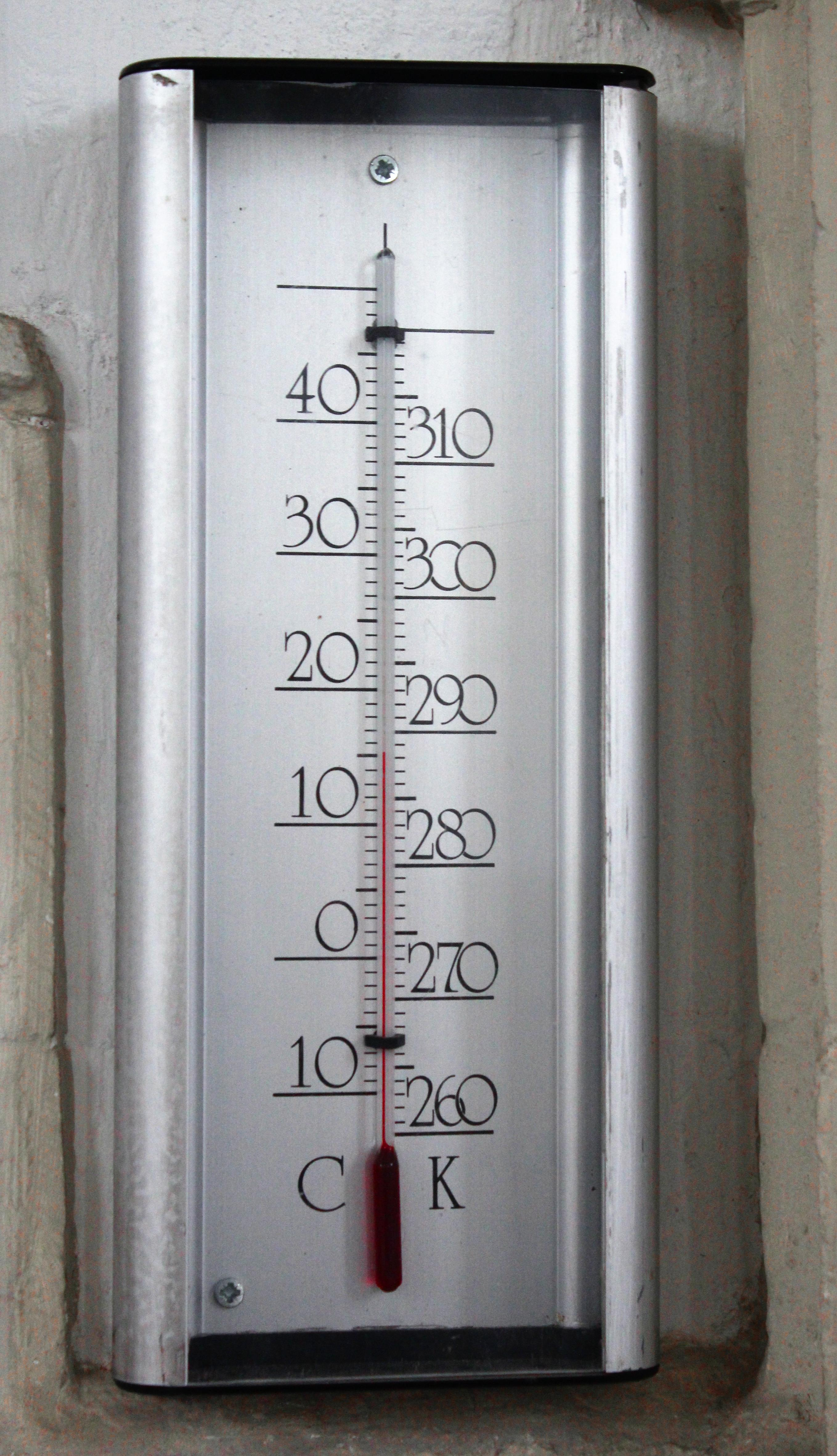
セルシウス温度とケルビンの両方の目盛りが振られた温度計

熱力学温度（記号 T）を氷点近くの T0 = 273.15 K という参照温度からの差を用いて表す方法が、今も広く使われている。この差はセルシウス温度（記号 t）と呼ばれる。現在の国際単位系(SI)の公式文書では、固有の名称と記号を持つ 22 個の SI組立単位が定められているが、セルシウス度は、この22個のうちの一つとして、組立量である「セルシウス温度」を表す固有の名称を持つ組立単位と位置づけられている。
したがって、科学技術の分野では、同じ文章中でセルシウス温度とケルビンを併用することがしばしばある（例えば「測定値は0.01028 °Cで、不確かさは60 μK」）。これは、1989年の国際度量衡委員会の勧告5で採択された 1990年国際温度目盛（ITS-90）においても同じである。ケルビンとセルシウス温度の温度の間隔は同じ（つまりケルビンとセルシウス度とは同じ）であり、SIにおいてはセルシウス度は「セルシウス温度を表すためのケルビンの特別な名称」とされているので、このような表記が許容される。第13回CGPMの決議3は「温度間隔はセルシウス度によって表現しても良い」と公式に表明しており、「°C」と「K」を併用する慣習は科学的分野に広範囲に見られる。ただし、セルシウス度という単位は、温度差を表すときにのみ一貫性があることに注意しなければならない。
国際単位系の公式文書および計量法の規定により、ケルビン（K）と同様にセルシウス度（°C）にもSI接頭語を付けることができる（SI接頭語#法定計量単位のうちSI接頭語を付けることができない単位のとおり、SI接頭語を付することは禁止されていない）。しかし実態としては「m°C（ミリセルシウス度またはミリ度）」、「μ°C」（マイクロセルシウス度またはマイクロ度）のような表記は、実際には広く使用されてはいない。

## 歴史

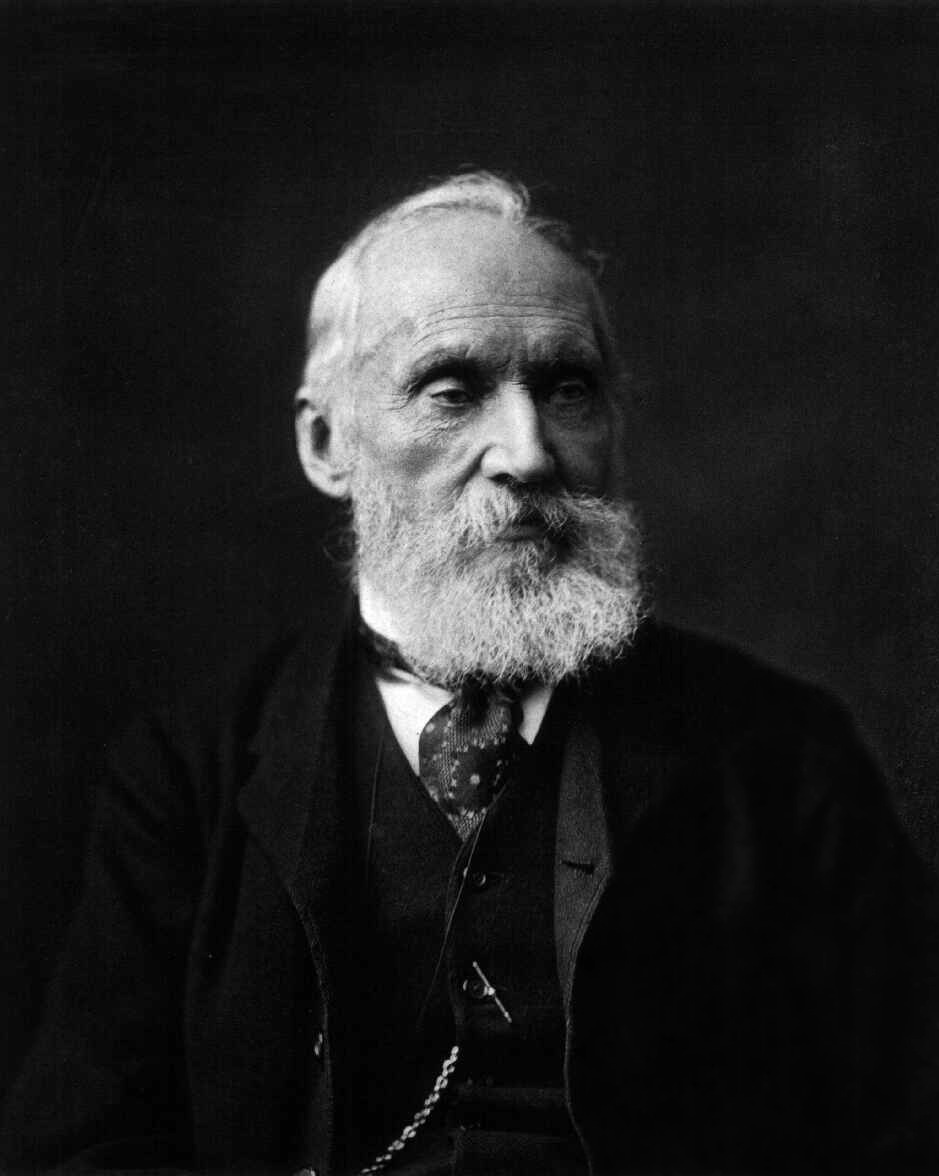
単位名称の元となったケルビン卿

1848年、ケルビン卿は論文「絶対温度目盛りについて」(On an Absolute Thermometric Scale) で、"infinite cold"（絶対零度）を目盛りのゼロ点とし、温度間隔はセルシウス度と同じとする温度目盛りの必要性を説いた。ケルビン卿は、当時の気温計により絶対零度は−273 °Cに等しいと計算した。この絶対目盛りは今日では「ケルビン熱力学温度目盛り」として知られている。ケルビンが算出した"−273"という数値は、氷点におけるセルシウス度あたりの気体の膨張率 0.00366 の逆数から求めたものであり、現在認められている値ともほぼ一致している。
1954年の第10回国際度量衡総会 (CGPM) の第3決議にて、水の三重点を正確に273.16ケルビンとする定義が採択された。
1967–1968年の第13回国際度量衡総会の決議3にて、それまでの単位名称「ケルビン度」(degree Kelvin)と記号 °K を改め、単位名称を「ケルビン」(kelvin)、記号を K とした。そして、尺度ではなく単位であることを明示するために、決議4にて「熱力学温度の単位、ケルビンは、水の三重点の熱力学温度の1⁄273.16である」と定められた。
2005年、国際度量衡委員会 (CIPM) は、定義に使用する水の同位体組成についての補足を追加した。これは、水の物理的性質は、厳密には、その同位体組成の違いによって異なるため、三重点を測定するための水について特定の同位体組成を指定する必要があるからである。ここで指定された水は、ウィーン標準平均海水（Vienna Standard Mean Ocean Water, VSMOW）と呼ばれるものであり、水の厳密な物理的性質を計測する場合の国際標準物質となっているものである。
2007年、測温諮問委員会からCIPMに、それまでの定義では、20 K以下と1300 K以上で十分な計測ができない報告がなされた。測温諮問委員会では、それまでの水の三重点による定義よりも、ボルツマン定数を基準にした方がより良い温度の計量ができ、低温や高温での計測困難を克服できると考えた。CIPMは、ボルツマン定数を正確に1.3806505×10−23 J/Kに固定することでケルビンを定義することを提案した。CIPMは、この提案が2011年の第24回CGPMで採択されることを望んでいたが、第24回CGPMでは、この提案はSI基本単位全体の見直しの一部として考慮すべきとして、採択は2014年のCGPMに延期された。第25回国際度量衡総会(CGPM)（2014年11月18～20日）においては、「提示されたデータは、新しいSIの定義を採択するには、十分頑強ではない」として、2018年に行われる次の第26回CGPMまで改訂を延期することとされた。また再定義のために必要となる基礎定数の新データは2017年7月1日までに論文として受け入れられたものでなければならないこととされた。
上記の基礎定数の新データ（複数）は、CODATAが評価して、SIの再定義に必要な精度を備えていることが確認されたので、CIPMはCGPMにおける決議案を2018年2月に決定した。
この決議案は2018年11月13–16日に開催された第26回国際度量衡総会の最終日である11月16日に決議承認された。このケルビンの定義変更を含む新しいSIは2019年5月20日に施行された。
科学的な視点では、この再定義により、温度の単位が他のSI基本単位と関連付けられ、どんな特定の物質からも独立した安定した定義を得ることができる。実際的な視点では、再定義の影響はほとんどない。
日本の法令上は、計量法第3条の規定に基づく計量単位令（平成4年政令第357号）が、計量単位令の一部を改正する政令（令和元年5月17日政令第6号）により改正され、2019年5月20日に施行することにより変更された。

### 2019年までの定義
2019年までの国際単位系におけるケルビンの定義は以下の通りであった。

## 熱力学温度以外の使用法

### 色温度
ケルビンは、光源の色温度の単位としても用いられる。色温度は、黒体がその温度に応じた色の光を放射するという原理に基づく。約4000 K以下の温度の黒体は赤みがかって見え、約7500 K以上の黒体は青っぽく見える。画像投影と写真撮影の分野において、色温度は重要である。昼光用のフィルムの感光乳剤は約5600 Kの色温度が要求される。恒星のスペクトル分類とヘルツシュプルング・ラッセル図上の位置は、「有効温度」として知られる恒星の表面温度に基づいている。例えば、太陽の光球は、5778 Kの有効温度を持つ。
デジタルカメラや画像編集ソフトウェアでは、編集や設定メニューで色温度(K)をよく使う。色温度が高くなると、画像は白または青っぽく見えるようになる。Kの値を小さくすると、画像は赤っぽく暖みのある色になる。

### 雑音温度
電子工学において、回路にどれくらいノイズが乗っているか（ノイズ・フロア）の指標としてケルビンが使われ、これを雑音温度という。熱雑音（ジョンソン–ナイキスト・ノイズ）は、ボルツマン定数に由来するノイズで、フリスの雑音の公式を使用している回路の雑音温度を決定するのに用いることができる。

## 符号位置
| 記号 | Unicode | JIS X 0213 | 文字参照         | 名称     |
| ---- | ------- | ---------- | ---------------- | -------- |
| K    | U+212A  | -          | &#x212A; &#8490; | ケルビン |

ケルビンの単位記号は、コードポイントU+212A K kelvin signでUnicodeにコード化されている。しかしこれは、既存の文字コードとの互換性のために用意されている互換文字である。Unicode標準では、この文字の代わりにU+004B K latin capital letter k、つまり普通のアルファベットの大文字のKを使うことを推奨している。「次の3つの文字様記号は、普通の文字と正準等価である: U+2126 Ω ohm sign, U+212A K kelvin sign, and U+212B Å angstrom sign。これら3つの全ての文字については、普通の文字が使われなければならない。」